# ATA Airlines
ATA Airlines fue una aerolínea estadounidense de bajo costo. En 2007, la compañía aérea ATA Holdings Corp. adquiere World Air Holdings y sus subsidiarias North American Airlines y World Airways por 236 millones de euros.
Durante veinte años ATA usó la denominación American Trans Air como nombre público. Por razones de negocios, en 2003, J. George Mikelsons, el fundador de la compañía, le cambió el nombre a ATA Airlines.

## Breve historia
En abril de 2007, ATA Holdings Corp. cambió el nombre de la compañía a Global Aero Logistics Inc. A partir de aquel momento, Global Aero Logistics Inc. tuvo tres aerolíneas con su respectiva certificación para operar legalmente.
- AMTRAN INC. (Holdings) 2002
- ATA Holdings Corp. 2003-2007
- Global Aero Logistics Inc. (Holdings) - 2007 - presente

Global Aero Logistics y ATA Airlines tienen sus oficinas corporativas en Indianápolis, Indiana y en los suburbios de Atlanta, Georgia. 
ATA suspendió sus operaciones el 4 de abril de 2008, al serle cancelado el contrato que mantenía con el Ejército de los Estados Unidos para el transporte de militares a Irak, con lo cual no pudo seguir volando.

### Programas especiales para pasajeros
- ATA "FlightBank"
- ATA Travel Awards

### Flota
Al momento del fin de las operaciones de ATA, el número de aviones en la flota era de 29.

## Una lista de los destinos de Global Aero Logistics Inc., North American Airlines y World Airways

### Asia
- Uzbekistán
  - Taskent

### África
- Ghana
  - Acra
- Nigeria
  - Lagos

### América del Norte
- Estados Unidos
  - California
    - Los Ángeles

  - Maryland
    - Baltimore

  - Nevada
    - Las Vegas

  - Nueva York
    - Nueva York
- México
  - Jalisco
    - Guadalajara

### América del Sur
- Guyana
  - Georgetown
- Brasil
  - Florianópolis

### Europa
- Irlanda
  - Dublín
  - Shannon
- Letonia
  - Riga
- Reino Unido
  - Belfast

## Quiebra de ATA
Se declaró en quiebra el 2 de abril del año 2008 y terminó todas sus operaciones en esa fecha. Ahora se ampara en la Ley de Quiebras, Capítulo 11.